# Catedral Emperatriz Santa Elena
La catedral Emperatriz Santa Elena o simplemente Catedral de Santa Elena es un templo ecuatoriano ubicado en pleno centro de Santa Elena, en el parque Vicente Rocafuerte. El templo, de construcción mixta (madera y cemento) y cuyo arte es colonial, fue reconformado en 1970, se desconoce la fecha de su creación y tiene una capacidad para más de 300 personas.

## Características
El templo conserva el estilo colonial de la época de los españoles. En el altar mayor de la catedral se destaca un mural tallado en madera que simboliza la presencia de Dios en el mundo. Allí se refleja en alto relieve las aves en el cielo, el hombre en la tierra y los peces en el mar. En el centro, está la forma imponente de dios. Una estructura en forma de concha con una perla en el centro representan el sagrario donde se deposita el Santísimo y el copón para las hostias. Las paredes interiores del frente son hechas a base de pequeños bloques de conchillas compactadas.
Su nombre se debe a Santa Elena, que fue una santa del siglo cuarto, madre de Constantino (Flavio Valerio Aurelio Constantino, fue emperador de los romanos desde la proclamación por sus tropas el 25 de julio de 306), quien buscó la cruz en la que Cristo fue crucificado. La encontró y la llevó a Roma, de aquella cruz se han hecho trocitos para distribuirla por todo el mundo y esto se denomina Elenium Crucis. Fue el 18 de agosto de 1531 el día que en España se celebra el santoral cristiano en honor a la emperatriz que Francisco Pizarro fundó y tomó posesión del lugar.
La catedral de Santa Elena, considerada patrimonio cultural y parte de la ruta turística de las 7 iglesias, entró en restauración en 2015 por el cabildo de Santa Elena, por un monto de $ 200 mil dólares. La catedral es sede de la Vicaría Episcopal de Santa Elena y uno de los sitios obligados de peregrinación de los católicos de la península.

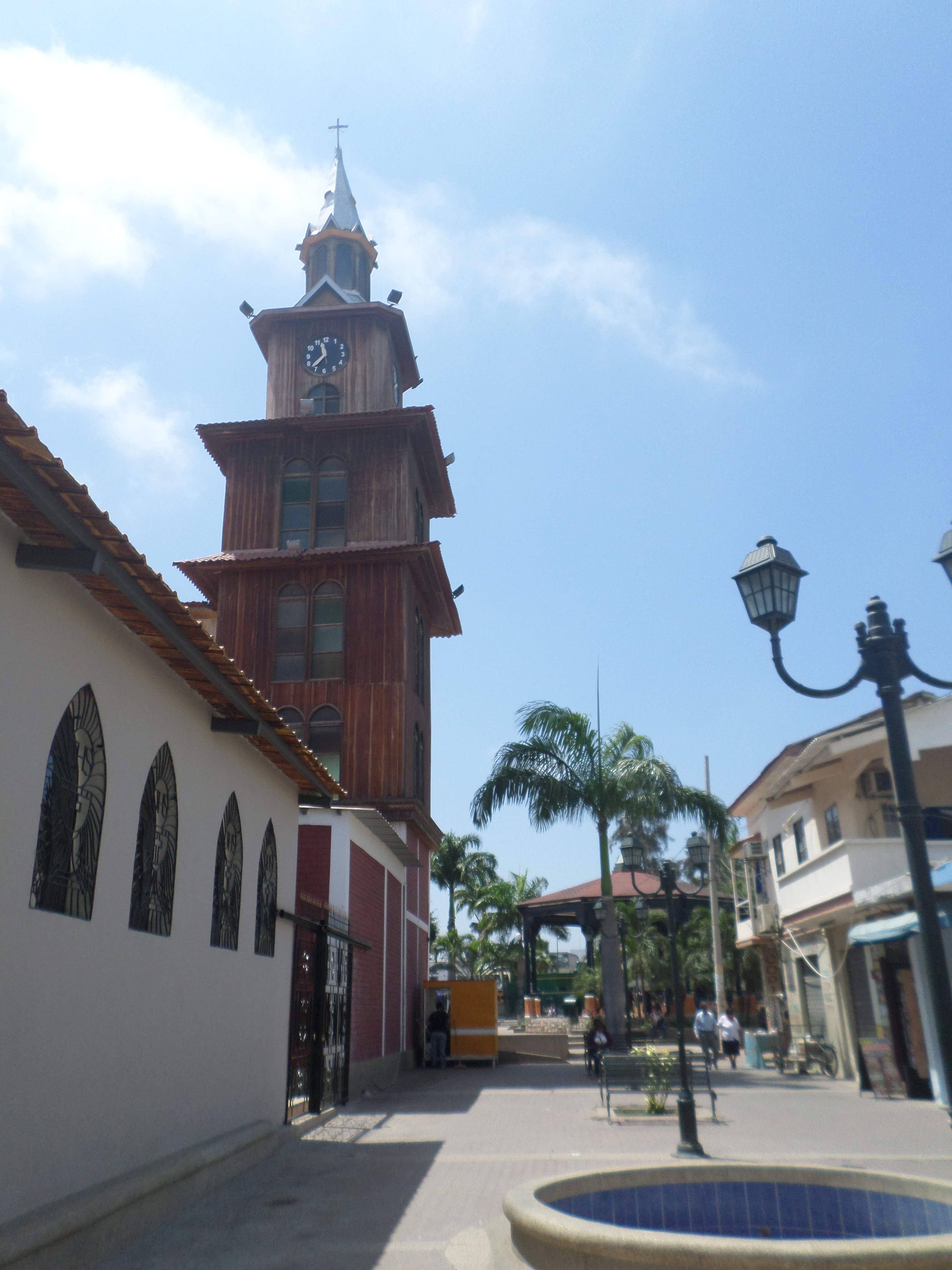
La catedral vista desde atrás.
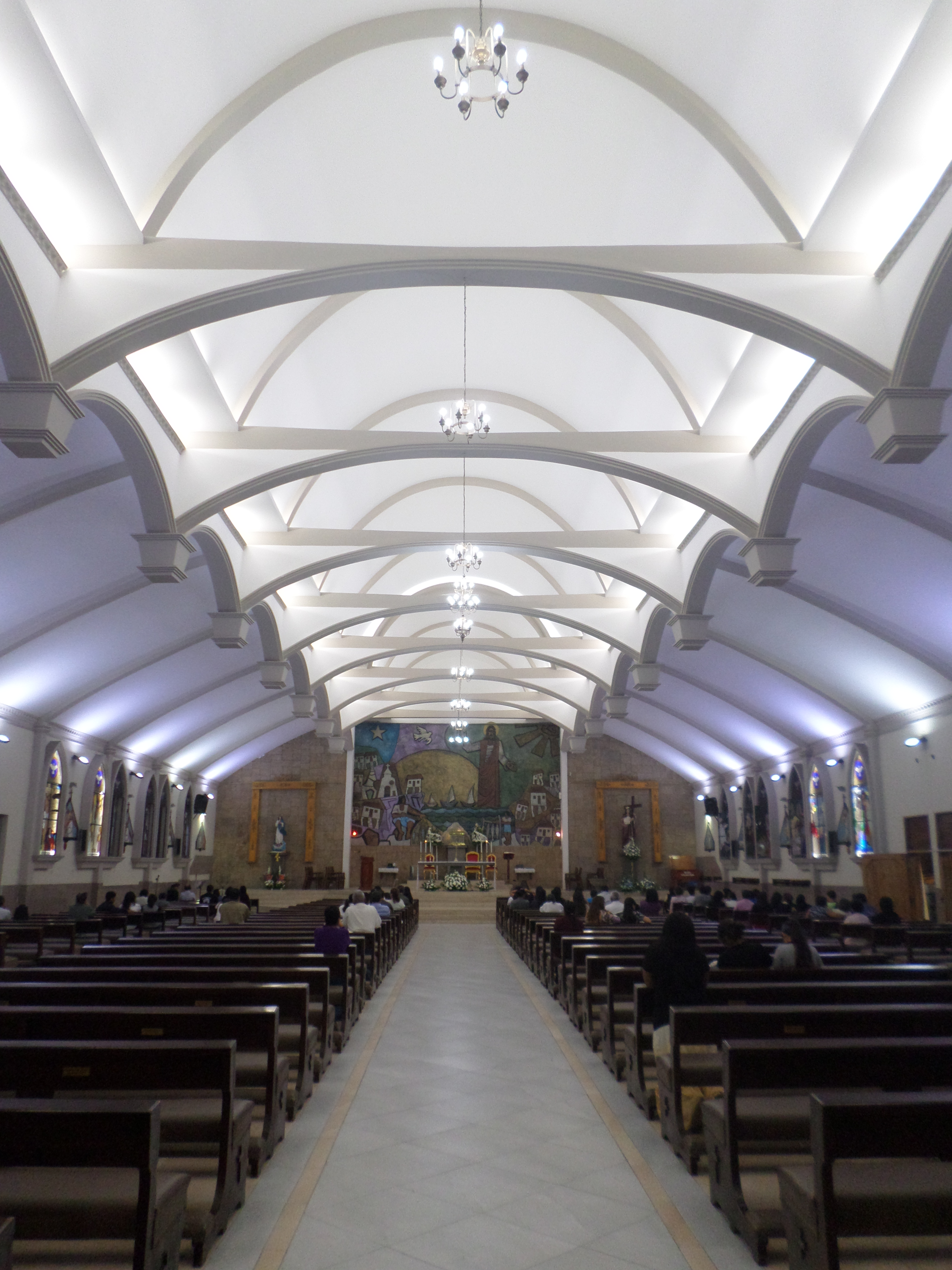
Techo de la catedral remodelada.
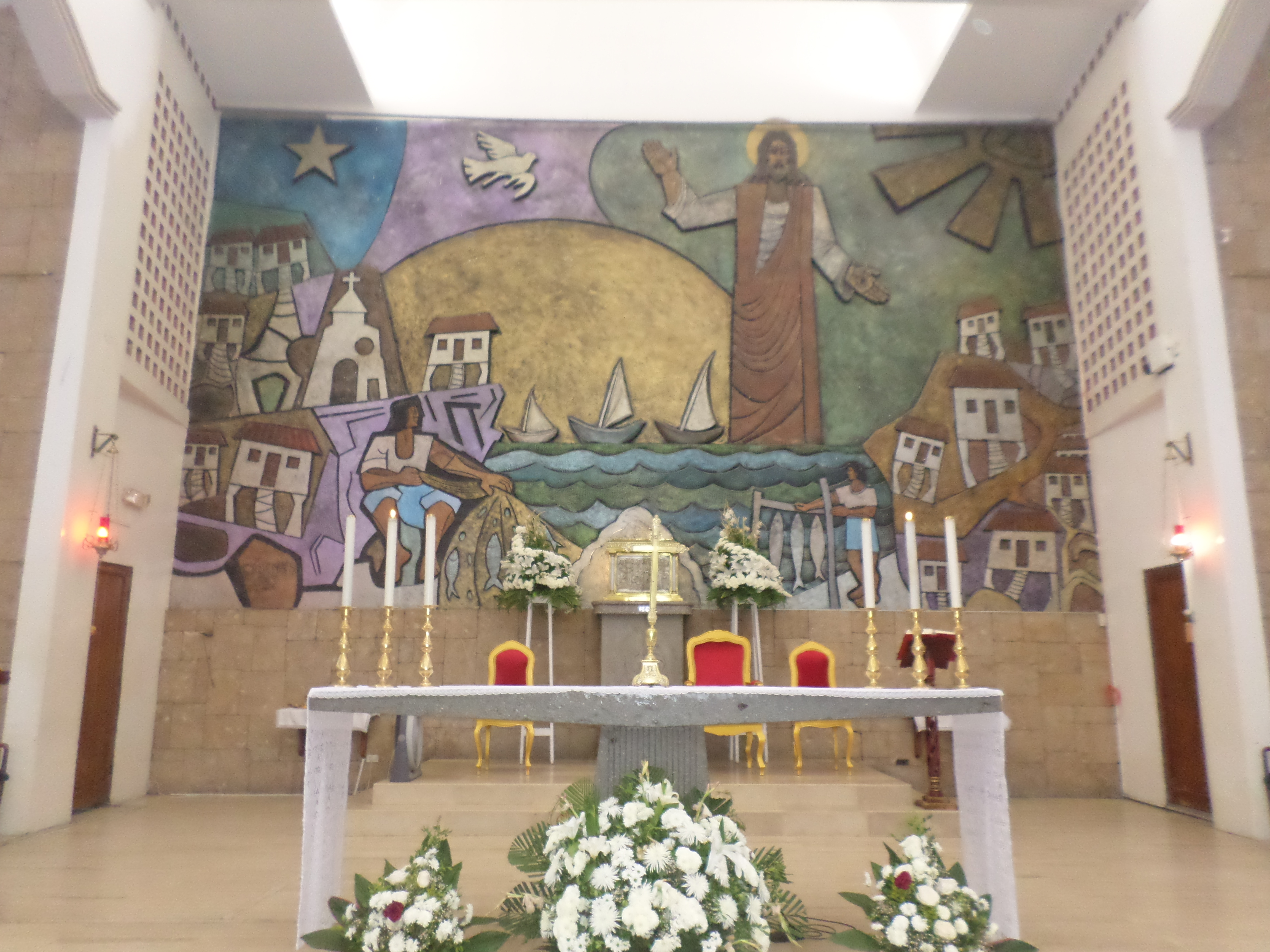
Altar dedicado a Jesús.